# Уста (река)
Уста́ (луговомар. Ышта) — река в Нижегородской и Кировской областях России, левый приток Ветлуги. Длина реки составляет 253 км, площадь бассейна — 6030 км². Среднегодовой расход воды в 47 км от устья — 28 м³/с. Питание преимущественно снеговое. Половодье в апреле–мае. Ледостав с ноября по апрель. В низовье возможно судоходство. Основные притоки — Вая, Чёрная, Ижма, Темта, Арья и Лукерья.
Исток реки находится на высоте около 145 м над уровнем моря в Тоншаевском районе Нижегородской области. Вскоре после истока перетекает в Кикнурский район Кировской области, затем вновь течёт по Нижегородской области. Долина реки плотно заселена, на реке стоит большое количество сёл и деревень. Крупнейшие населённые пункты — город Урень, посёлок Уста, сёла Кириллово, Староустье, деревня Большие Отары. Впадает в Ветлугу на высоте 70 м над уровнем моря, напротив деревни Площаниха, выше посёлка Воскресенское.
Популярный маршрут для водного туризма.
Код водного объекта в государственном водном реестре — 08010400212110000043045.

## Притоки
(расстояние от устья)
- 21 км: река Ижма (лв);
- 33 км: река Росомаха (лв);
- 46 км: река Вожня (лв);
- 54 км: река Шолька (лв);
- 56 км: река Чернявка (лв);
- 68 км: река Чёрная (пр);
- 72 км: река Боровка (лв);
- 76 км: река Чёрная (лв);
- 85 км: река Шадерка (лв);
- 95 км: река Пустая (пр);
- 107 км: река Бычиха (лв);
- 108 км: река Морква (пр);
- 121 км: река Темта (пр);
- 124 км: река Лукерья (лв);
- 125 км: река Арья (пр);
- 132 км: река Вая (пр);
- 150 км: река Церква (лв);
- 160 км: река Ашуя (пр);
- 164 км: река Крошиловская (лв);
- 173 км: река Кунаш (Люнур) (лв);
- 181 км: река Кунашка (Кунаш) (лв);
- 188 км: река Левангур (лв);
- 192 км: река Шаранга (лв);
- 197 км: река Шея (пр);
- 232 км: река Валька (лв)[9].